# Харитон Охридски
Харитон е православен духовник, охридски архиепископ около 1643-1651 година.
Сведенията за архиепископ Харитон са оскъдни. Заема охридската катедра след 1637 година, като са запазени издавани от него грамоти от периода 1643-1646 година, както и от 1651 година. Умира или отново напуска длъжността преди 1653 година.